# Pjotr Potschintschuk
Pjotr Iwanowitsch Potschintschuk (russisch Пётр Иванович Починчук, engl. Transkription Pyotr Pochinchuk; * 23. Juli 1954 in Otschino, Rajon Malaryta; † 1. Dezember 1991) war ein belarussischer Geher, der in den 1970er und 1980er Jahren für die Sowjetunion auf der 20-km-Distanz antrat.
Bei den Europameisterschaften 1978 in Prag und bei den Olympischen Spielen 1980 in Moskau gewann er jeweils die Silbermedaille.
1982 wurde er sowjetischer Meister und Zehnter bei den Europameisterschaften in Athen, 1983 kam er bei den Weltmeisterschaften in Helsinki auf den 13. Platz.
Seine Bestzeit von 1:20:28 h stellte er als Fünfter beim Geher-Weltcup 1979 auf.
Zu seinem Andenken findet seit 1998 in Hrodna ein internationaler Gehwettbewerb statt.